# Wald AR
| AR ist das Kürzel für den Kanton Appenzell Ausserrhoden in der Schweiz. Es wird verwendet, um Verwechslungen mit anderen Einträgen des Namens Wald zu vermeiden. |

Wald ist eine politische Gemeinde im ehemaligen Bezirk Vorderland des Kantons Appenzell Ausserrhoden in der Schweiz.

## Geographie
Wald liegt zwischen Trogen und Heiden auf knapp 1000 m ü. M.; der höchste Punkt der Gemeinde liegt auf 1128 m ü. M. oberhalb des Chozeren, an der Grenze zum Bezirk Oberegg des Kantons Appenzell Innerrhoden; der tiefste Punkt auf 750 m ü. M. unterhalb des Rechbergs am Moosbach.
Wald umfasst eine Fläche von 685 Hektaren. Davon sind 47 Hektaren Siedlungsfläche, 438 Hektaren Landwirtschaftsfläche, 196 Hektaren bestockte Fläche und 4 Hektaren unproduktive Fläche.

## Geschichte
Die Besiedlung erfolgte vom Bodensee und vom Rheintal her. Im 14. Jahrhundert verfügte vor allem der bischöflich-konstanzische Hof Horn über grundherrschaftliche Rechte im Gebiet von Wald. Für die Gegend von Erbschrut Ervscrute im Südosten der Gemeinde sind Zehntabgaben nach Altstätten bezeugt. Nach den Appenzeller Kriegen von 1401 bis 1429 kam das Gebiet von Wald mit dem restlichen Vorderland zur Rhode Trogen. Kirchlich gehörte es bis 1463 zu Goldach beziehungsweise Altstätten (Erbschrut). Nach den Freiheitskriegen war es Teil der neuen Kirchhöri Trogen, mit der es 1525 zur Reformation übertrat.
Nachdem sich Rehetobel 1669 wegen des beschwerlichen Wegs von der Mutterkirche in Trogen gelöst und eine eigene Kirche gebaut hatte, kamen auch in Wald ähnliche Forderungen auf. Dieses Vorhaben stiess in Trogen auf Widerstand, und es führte in Wald zu einem Streit um den richtigen Standort: Girtanne oder der Hof zu Wald. 1687 wurde die neue Kirche in Wald eingeweiht. Für die Girtanne galt, dass die Wahl des Kirchgangs nach Trogen oder Wald der damaligen Elterngeneration freigestellt war, die Kinder und kommende Generationen aber definitiv zu Wald gehören sollten. Damit waren die Grenzen zwischen Trogen und Wald gezogen, und Wald wurde zu einer eigenständigen Gemeinde. Um die Kirche bildete sich innerhalb der Streusiedlung bald ein Dorfkern.
Im Landhandel in den Jahren 1732 bis 1734 ergriff Wald als einzige Gemeinde im Vorderland die Partei der Harten. Die Harten stützten sich während der kritischen Jahre auf die Gemeinden hinter der Sitter und auf die Linden. Während der Helvetik war ein Distrikt des Kantons Säntis nach Wald benannt, dessen Hauptort war jedoch Heiden. 1805 wurde der Beschluss gefasst, eine neue Strasse zu bauen, die von Teufen bis Thal führte. Zuvor war es beinahe unmöglich gewesen, mit Kutschen oder gar anderen Gefährten nach Wald zu gelangen. Nach der Fertigstellung verfügte Wald über eine Durchgangsstrasse mit einer Breite von 4,2 Metern.
Die drei Tannen auf dem Gemeindewappen beziehen sich auf die Lage des Dorfes, da der Ort hauptsächlich von Wald umgeben ist.
Die Bewohner von Wald wurden früher «Eseler» genannt, was ohne Zweifel vom Wort Esel abstammt. Dieser Übername entstand, da man der Bevölkerung den Hang zur Eigenwilligkeit nachsagte.
Ausser der hinterländischen Gemeinde Schönengrund ist Wald die einzige Ausserrhoder Gemeinde, die ihr eigenes Quellwasser sowie eine eigene Wasserversorgung hat. Der Entscheid für eine eigene Versorgung wurde Anfang 1990 gefällt. Das Quellwasser hat die Qualität von Mineralwasser. Bis 1987 wurden sogar die Ortschaften Oberegg und St. Anton mit dem Quellwasser von Wald versorgt. Für Notfälle bestehen heute jedoch Wasserleitungen nach Trogen. Der Wasserverbrauch in der Gemeinde beträgt heute pro Jahr ungefähr 50'000 Kubikmeter.

### Bevölkerung
| Bevölkerungsentwicklung | Bevölkerungsentwicklung | Bevölkerungsentwicklung | Bevölkerungsentwicklung | Bevölkerungsentwicklung | Bevölkerungsentwicklung | Bevölkerungsentwicklung | Bevölkerungsentwicklung | Bevölkerungsentwicklung | Bevölkerungsentwicklung | Bevölkerungsentwicklung | Bevölkerungsentwicklung | Bevölkerungsentwicklung | Bevölkerungsentwicklung | Bevölkerungsentwicklung |
| ----------------------- | ----------------------- | ----------------------- | ----------------------- | ----------------------- | ----------------------- | ----------------------- | ----------------------- | ----------------------- | ----------------------- | ----------------------- | ----------------------- | ----------------------- | ----------------------- | ----------------------- |
| Jahr                    | 1734                    | 1818                    | 1850                    | 1888                    | 1900                    | 1920                    | 1941                    | 1960                    | 1980                    | 1990                    | 2000                    | 2010                    | 2020                    | 2022                    |
| Einwohner               | 1436                    | 1370                    | 1432                    | 1537                    | 1480                    | 1354                    | 868                     | 817                     | 695                     | 851                     | 881                     | 844                     | 872                     | 893                     |

Nach 1980 setzte durch vergünstigtes Bauland eine rege Bautätigkeit ein. Die Bevölkerung erhöhte sich von 1980 (695 Einwohner) bis Ende 2002 um rund 29 Prozent auf 896 Einwohner.

## Politik
Marlis Hörler Böhi ist die aktuelle Gemeindepräsidentin der Gemeinde Wald (Stand Juli 2023). Wald verfügt über einen siebenköpfigen Gemeinderat, der unter der Leitung der Gemeindepräsidentin steht. Der Rat wird für eine vierjährige Amtszeit von den Stimmbürgerinnen und Stimmbürgern im Majorzverfahren bestimmt. Der Gemeinderat ist ein politisches Organ der Exekutive und kümmert sich im Rahmen seiner Kompetenzen um die laufenden Geschäfte der Gemeinde. Es gibt auf Gemeindeebene keine begrenzte Anzahl Amtszeiten. Die aktuelle Zusammensetzung des Gemeinderats ist auf der Webseite der Gemeinde ersichtlich.
Aufgrund der Einwohnerzahl hat Wald im Kantonsrat in Herisau, der Legislative des Kantons, einen Sitz. Die Person wird im Majorzverfahren von den Stimmbürgerinnen und Stimmbürgern für eine Amtszeit von vier Jahren gewählt. Die Kantonsrätinnen und Kantonsräte vertreten die Interessen der Gemeinde auf kantonaler Ebene. Die aktuellen Vertretungen aller Gemeinden sind auf der Webseite des Kantonsrats verzeichnet.
1999 führte Wald als erste Ausserrhoder Gemeinde das Stimm- und Wahlrecht für Ausländer auf Gemeindeebene ein. Sie wurde 2011 von Secondos Plus als «ausländerfreundlichste Gemeinde der Schweiz» ausgezeichnet.

## Wirtschaft

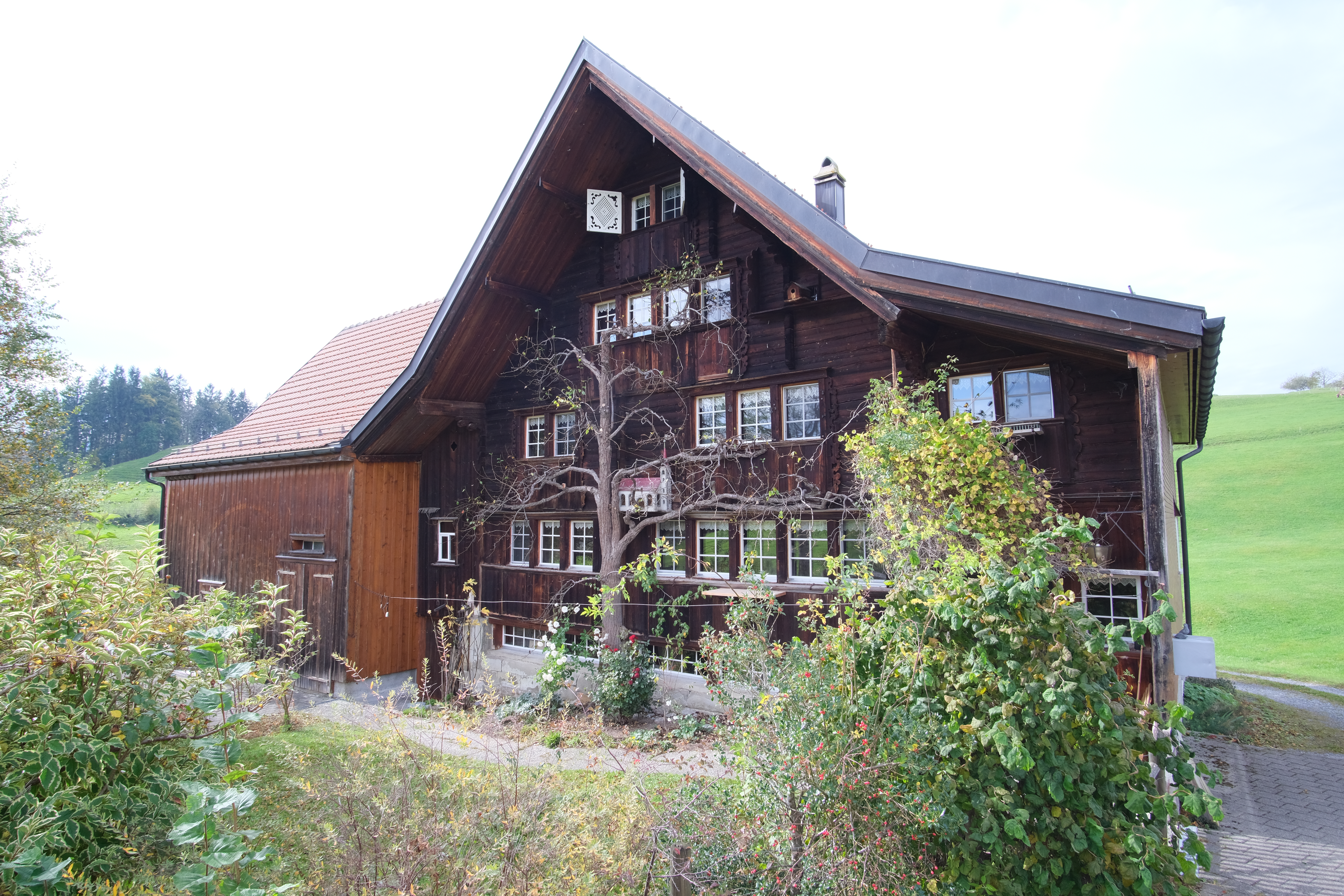
Bauernhaus mit Webkeller

Neben der traditionellen Gras- und Milchwirtschaft sowie Viehzucht gab es in Wald auch etwas Ackerbau. Ab dem 16. Jahrhundert entwickelte sich das Textilgewerbe. Zum Spinnen kam nun auch die Heimweberei, zunächst vor allem von Leinwand. Ab dem 18. Jahrhundert gab es auch in Wald Fabrikanten, die in Heimarbeit Baumwollmusselin herstellen liessen und damit international Handel trieben. Zu den bedeutenden Textilhandelshäusern gehörten etwa «Bouff Père & Fils» oder «Walser, Kriemler & Comp.». Vom wirtschaftlichen Wohlstand ab etwa 1800 zeugen noch heute diverse Fabrikanten-, Bürger- und Bauernhäuser mit reicher Ausstattung. Die verkehrsgeographische Randlage von Wald hemmte jedoch früh die wirtschaftliche Entwicklung. Wald gehörte bereits im 18. Jahrhundert zu den Abwanderungsgebieten der Region und hatte auch im 19. Jahrhundert keinen nennenswerten Bevölkerungszuwachs zu verzeichnen. Der Niedergang der textilen Heimindustrie nach 1900 brachte einen demografischen Einbruch.
Die Bevölkerung des Dorfes bestand bis etwa 1950 vorwiegend aus Familien von Stickereibauern. Diese Landwirte besassen nur kleine Agrarflächen und übten daneben im Keller oder im Anbau ihres Wohnhauses die Stickerei aus. Mit der Krise der Handstickerei zwischen 1950 und 1970 gaben viele dieser Stickereibauern ihren Beruf auf, verkauften ihre Maschinen und zogen weg. Ferienkolonien und Pensionen verhalfen in den 1930er-Jahren dem Fremdenverkehr zu einem bescheidenen Aufschwung. Von 1950 bis 1970 erfolgte die Umnutzung vieler Stickerbauern- und Seidenweberhäusern, im Dialekt als «Häämetli» bezeichnet, zu Ferienhäusern. In Wald gibt es heute 75 Ferienhäuser.
Eine Attraktion für den Fremdenverkehr war der Tierpark «Tanne» mit Alpenhotel. Es gab dort Löwen, Bären, Kamele, Affen, Lamas und exotische Vögel. 1966 soll der Tierpark mehr als 100 Tiere beherbergt haben. Angeboten wurde auch Ponyreiten für die Kinder. Nach 1968 wurde der Betrieb mehr und mehr reduziert. Zuletzt war es noch ein Kinderzoo. 1977 wurde auch dieser geschlossen, 1983 brannte das Hotel nieder.

### Unternehmen
Hauptarbeitgeber ist seit 1945 die vor allem in Metall- und elektrischer Heiztechnik tätige Firma Walser & Co AG. Das Unternehmen produzierte handgeflochtene Drahtkörbe und sogenannte Zainen (Wäschekörbe). Viehhüteapparate, Draht, Isolatoren, Seilerwaren, Bürsten und Blachen ergänzten das Angebot. Ab 1950 verhalf der Firma Walser & Co. der «Walser-Tran» zum Durchbruch. Dies ist ein Produkt aus Lebertran und Vitaminen und stärkt den Knochenbau bei Nutztieren. 2010 beschäftigte die Firma 85 Mitarbeiter, wovon ein Drittel in Wald wohnte. Seit 2018 wird die Firma von der dritten Generation geführt. Heutige Produkte der Firma Walser Co. AG sind der Abfallkübel «Abfall-Hai», der in vielen Städten im In- und Ausland steht und in Bärengebieten eingesetzt wird, um die Raubtiere von den Abfällen fernzuhalten. Daneben stellt die Firma heute Verankerungen für Leitplanken, Geländer, Schallschutzwände oder Vordächer her. Ein drittes Produkt sind beheizte Apparate aus Edelstahl.
2005 stellte der erste Wirtschaftssektor knapp 25 Prozent, der zweite gut 45 Prozent der Arbeitsplätze in der Gemeinde.
Heute sind in Wald gut 20 Unternehmen angesiedelt, darunter zahlreiche kleine und mittlere Handwerks- und Dienstleistungsbetriebe. Es gibt im Dorf eine Käserei, einen Lebensmittelladen und eine Postagentur.

### Medien
Der Wäldler Anzeiger «Wanze» ist das amtliche Publikationsorgan der Gemeinde Wald. Er erscheint alle zwei Wochen und wird von der Gemeindekanzlei erstellt. Neben offiziellen Mitteilungen wird über das Leben im Dorf berichtet und auf Veranstaltungen hingewiesen.

### Bildung
Schon früh gab es in den Pfarrbüchern Hinweise auf Schulen in der Gemeinde. Damals wurde das Lesen der Bibel gefördert. Mehr als Singen, Schreiben und Lesen wurde nicht unterrichtet. Mit dem Kirchenbau brach auch ein neues Zeitalter im Schulwesen an. Eine Schulstube wurde im Pfarrhaus eingerichtet und somit die Dorfschule gegründet. Die Aussenschulen «Langenegg», «Grund» und «Kozeren» vereinigten sich zu einer Schulrhode, der «Fahrenschwendi» mit einem eigenen kleinen Schulhaus. Das Schulhaus Dorf war 1768 fertiggestellt. Die beiden Schulrhoden wurden 1868 zusammengelegt und der Gemeindeverwaltung unterstellt. Ein Jahr später wurde ein neues Schulhaus im Dorfkern bezogen (heute Gemeindekanzlei). Ab 1873 wurde zusätzlich eine Oberstufe eingeführt.
1905 und 1907 standen Reorganisationen im Wäldler Schulwesen an. In der Primarschule wurde die achte Klasse eingeführt, und die Lehrkräfte wurden zunehmend besser entlohnt. Man entschied sich für ein zweites Schulhaus in der Gemeinde, da das alte zu klein geworden war.
Heute können alle Kinder vom Kindergarten bis zur sechsten Klasse in Wald zur Schule gehen. Die Primarschule wird im Doppelklassensystem geführt. Die Sekundarschule für die Gemeinden Wald und Rehetobel befindet sich in der Nachbargemeinde Trogen. Die einzige Kantonsschule von Appenzell Ausserrhoden befindet sich ebenfalls in Trogen.

### Öffentliche Einrichtungen
Das Alters- und Pflegeheim Obergaden wird von der Gemeinde Wald getragen. Es bietet Lebensraum für ältere Menschen, die selbstbestimmt leben möchten, aber auch Pflegebetten. Für Externe gibt es einen Mittagstisch und auch einen Mahlzeitendienst zuhause. Ein erstes Haus im Obergaden war als Waisenhaus erbaut worden. Es brannte 1845 ab, als ein neunjähriger Knabe mit Streichhölzern spielte. Der Wiederaufbau entpuppte sich als schwierig, da Geldquellen fehlten. Mit dem Neubau von 1846 waren auch straffällige Frauen und Männer im Waisenhaus untergebracht worden.

### Verkehr

Die letzte Postkutsche vor der Einführung des Postautos, 1920

Wald liegt an der Postautolinie von Trogen nach Heiden.

## Kultur und Freizeit
In der Gemeinde gibt es eine Kulturkommission, die kulturelle Anlässe organisiert und unterstützt. Zum festen Jahresprogramm gehören der Jahrmarkt, eine Oster- und eine Adventsfeier. Diese Ostermontagsfeier hat eine lange Tradition, ihren Ursprung hat sie im 17. Jahrhundert. Damals brachten die Schülerinnen und Schüler Bibel- und Gesangsbuchverse möglichst kreativ zu Papier und konnten so zeigen, was sie während des Schuljahres gelernt haben. Heute ist Wald das einzige Dorf im Kanton Appenzell Ausserrhoden, das diese Tradition weiterführt.
In einem ehemaligen Bauernhaus im «Birli» hat die Dr. René und Renia Schlesinger Stiftung ein Atelierhaus eingerichtet, das sie für jeweils ein Jahr einer Künstlerin oder einem Künstler zur Verfügung stellt. Es ist ein ruhiger Ort des Denkens. Autoren, bildende Künstlerinnen, Fotografen, Filmschaffende u. a. aus dem In- und Ausland haben das Angebot seit 1993 genutzt und sich jeweils auch mit einer Veranstaltung im «Birli» der Öffentlichkeit vorgestellt. Der Schriftsteller und Verleger Andreas Niedermann hat im Buch «LOG. Aufzeichnungen 2008/09, Wien–Wald (AR)» seinen Aufenthalt im «Birli» literarisch verarbeitet.

### Museum
In der Ausstellung der Spielzeugsammlung Waldfee sind rund 5000 Puppen aus aller Welt zu begutachten. Nebst den Puppen sind auch Marionetten und alte Spielsachen ausgestellt. Das Puppenmuseum enthält auch einen kleinen Laden, in dem Puppen und weitere Geschenkartikel erworben werden können. Das Museum ist jeweils am ersten Sonntag im Monat geöffnet.

### Kunst
Der Bauernmaler Johannes Rechsteiner wurde 1848 in Thal SG geboren. Durch den Tod seiner Mutter kam er in das dorfeigene Waisenhaus Obergaden, wo er das Weben erlernte. Der Bauernmaler verstarb 1902 an Lungentuberkulose und hinterliess 20 Bilder. Sie entstanden in der Zeit von 1883 bis 1901. Er malte meist Liegenschaften mit Kühen und Sennen.

### Musik
Das Chorsingen in der Gemeinde hat eine lange Geschichte. Anlässlich des Reformationsjubiläums im Jahre 1819 gründete Pfarrer Samuel Weishaupt einen Chor mit Frauen- und Männerstimmen. 1879 wurde der Männerchor neu gegründet. Im Jahr 1904 etablierte sich der Frauen- und Töchterchor. 1983 kam es zu einem Zusammenschluss der beiden Chöre unter dem neuen Namen «Gemischter Chor Wald AR». Heute trägt er den Namen «chorwald» und zählt 81 aktive Mitglieder aus vielen umliegenden Dörfern. Seit 1995 steht der Chor unter der Leitung von Jürg Surber.
Von der Musikgesellschaft Wald gibt es noch ein Kassabuch, das mit dem 1. Januar 1850 beginnt. Die traditionsreiche Blasmusik trat immer wieder als Landsgemeindemusik auf, und sie nahm an eidgenössischen Musikfesten teil. 2022 mussten jedoch die letzten zwölf Aktivmitglieder die Auflösung des Vereins beschliessen.

### Bauwerke

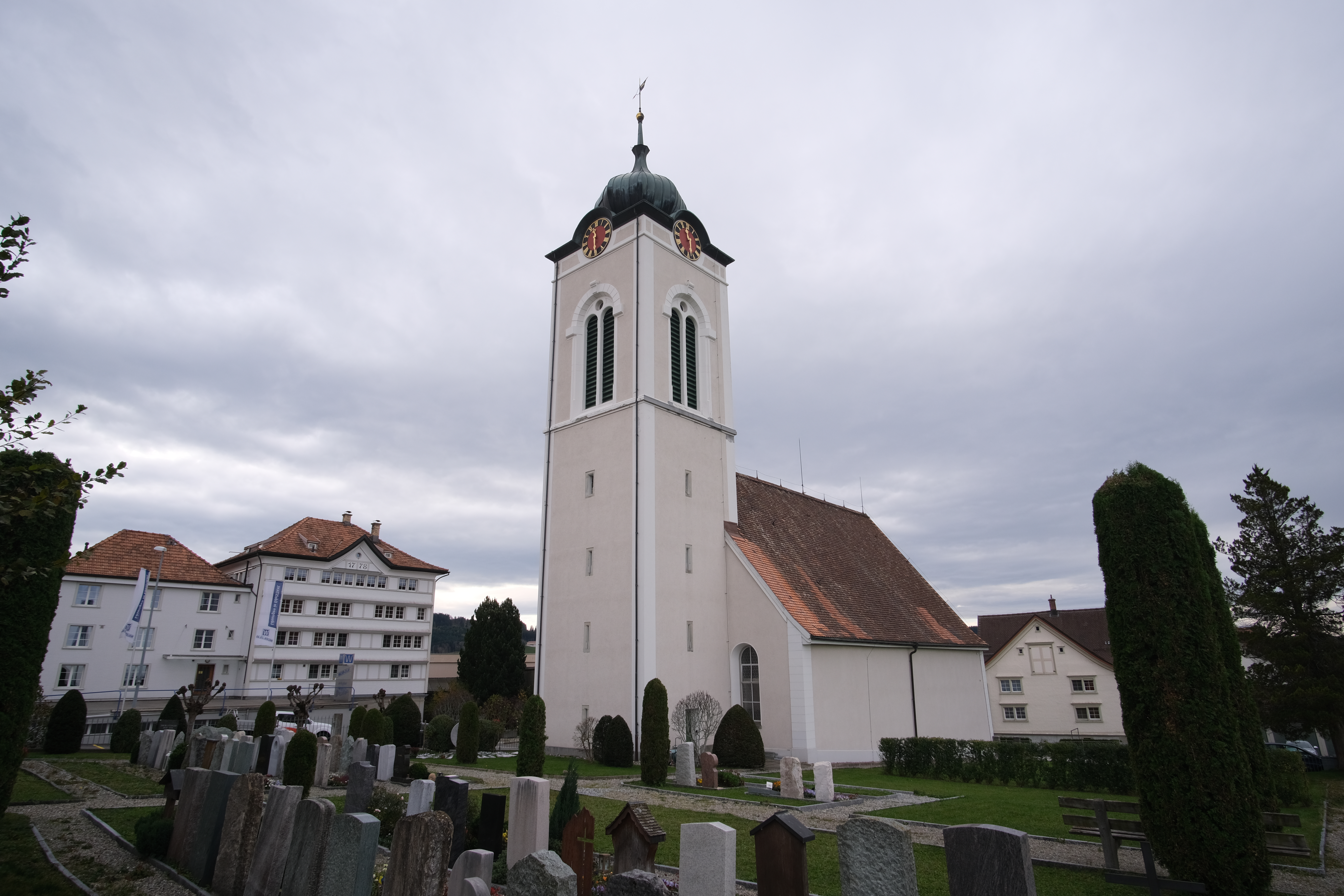
Reformierte Kirche

Die Kirche in Wald wurde 1686 durch die Landesbauherren Matthias Bruderer und Hermann Tobler erstellt, eingeweiht wurde sie 1687 durch Dekan Bartholomäus Bischofberger. Die Kirche ist nordostwärts gerichtet. Es handelt sich um einen rechteckigen, verputzten Bau mit Satteldach, an dessen Schmalseite ein Turm angefügt ist. Der Innenraum ist mit einer fünfseitigen Holzdecke mit grau bemalten Feldern und Emporen an drei Seiten gegenüber der Kanzel ausgestattet. Die Kirche kann als «protestantische Normalkirche» des 17. Jahrhunderts eingereiht werden. Sie gleicht jener von Reute, die sich nur durch die Gestalt des Turms unterscheidet. 1902 wurde ein neues Geläute angeschafft und dafür der Turm um etwa sechs Meter erhöht.
Die Steinbogenbrücke, die den «Sägibach» zwischen Hofguet und Nüret überspannt, steht seit 1882. Aufgrund schlechten Zustands musste die Brücke 2008 saniert werden. Früher diente die Brücke als Schul-, Kirch-, aber auch Leichenweg ins Dorf und war daher von äusserst grosser Bedeutung. Die Brücke steht auf der Liste der Kulturgüter in Wald AR.

### Sport
Unter den diversen Sportvereinen von Wald ist der Turnverein der älteste: Er wurde 1877 gegründet und führt verschiedene Riegen, darunter insbesondere auch eine Schaukelringsektion. Ausserdem gibt es einen Männersportverein und einen Volleyballclub.
Auf zwei Rundwanderwegen, die durch und um das Dorf führen und dabei einen Ausblick auf den Alpstein sowie den Bodensee verleihen, kann während fünf Stunden gewandert werden. Auf dem Weg sind 19 Informationstafeln zur Geschichte des Ortes und zu besonderen Sehenswürdigkeiten aufgestellt. Verschiedene Grillstellen bieten die Möglichkeit, eine kurze Pause einzulegen.

## Persönlichkeiten
- Ulrich Buff (1704–1772), Textilunternehmer
- Leonhard Lendenmann (1772–1838), Kaufmann und Unternehmer
- Johannes Walser (1773–1833), Kaufmann und Unternehmer
- Samuel Weishaupt (1794–1874), Pfarrer, Chorleiter und Gesangsförderer, 1819 anlässlich des Reformationsjubiläums Gründer einer gemischten Singgesellschaft in Wald, 1824 Mitgründer und Dirigent des Appenzellischen Sängervereins
- Johannes Meyer (1799–1833), Arzt, Publizist und Kantonsrat
- Johann Ulrich Schiess (1813–1883), Präsident und Dirigent des Appenzellischen Sängervereins, Bundeskanzler von 1848 bis 1881, Nationalrat von 1881 bis 1883
- Johann Ulrich Meyer (1825–1868), Arzt, Kantonsrat und Nationalrat
- Sebastian Buff (1829–1880), Maler und Zeichner
- Johann Konrad Sonderegger (1834–1885), Kaufmann und Konsul
- Friedrich Schaltegger (1851–1936), nachmals Thurgauer Kantonsarchivar und -bibliothekar, war 1874–1879 Pfarrer in Wald
- Conrad Sonderegger (1858–1938), Ingenieur
- Conrad Niederer (1867–1925), Kaufmann und Unternehmer
- Jakob Vetsch (1879–1942), Mundartforscher und Schriftsteller, Dr. phil.I und Dr. iur., aufgewachsen in Wald, später sprachwissenschaftliche Arbeiten über den hiesigen Dialekt, wovon noch heute Tondokumente zeugen[31]
- Egon Bruderer (1913–1987), Unternehmer
- Peter Glotz (1939–2005), deutscher Politiker, kaufte sich in Wald ein historisches Fabrikantenhaus und wurde hier am 12. September 2005 beerdigt[32]
- Daniel (Dani) Fehr (1945–2021), Musiker, spielte Klavier und Banjo bei den Minstrels, später in verschiedenen Formationen vor allem Hackbrett, wohnte ab 1970 in Trogen und seit den 1980er-Jahren im Rössli im Ortsteil Säge in Wald[33]
- Susi Ruth Iff Kolb (1932–2023), Schaffhauser Fotografin, seit 1975 wohnhaft in Wald
- Hannes vo Wald, Künstler, Zauberer, Pyrotechniker[34]
- Jürg Sprecher, Botschafter[35]

## Bilder

Ansicht von Johann Ulrich Fitzi, ca. 1822
Selbstbildnis des Zeichners Sebastian Buff, 1851
Historisches Luftbild von Wald mit Gäbris und Säntis von Walter Mittelholzer, 1927
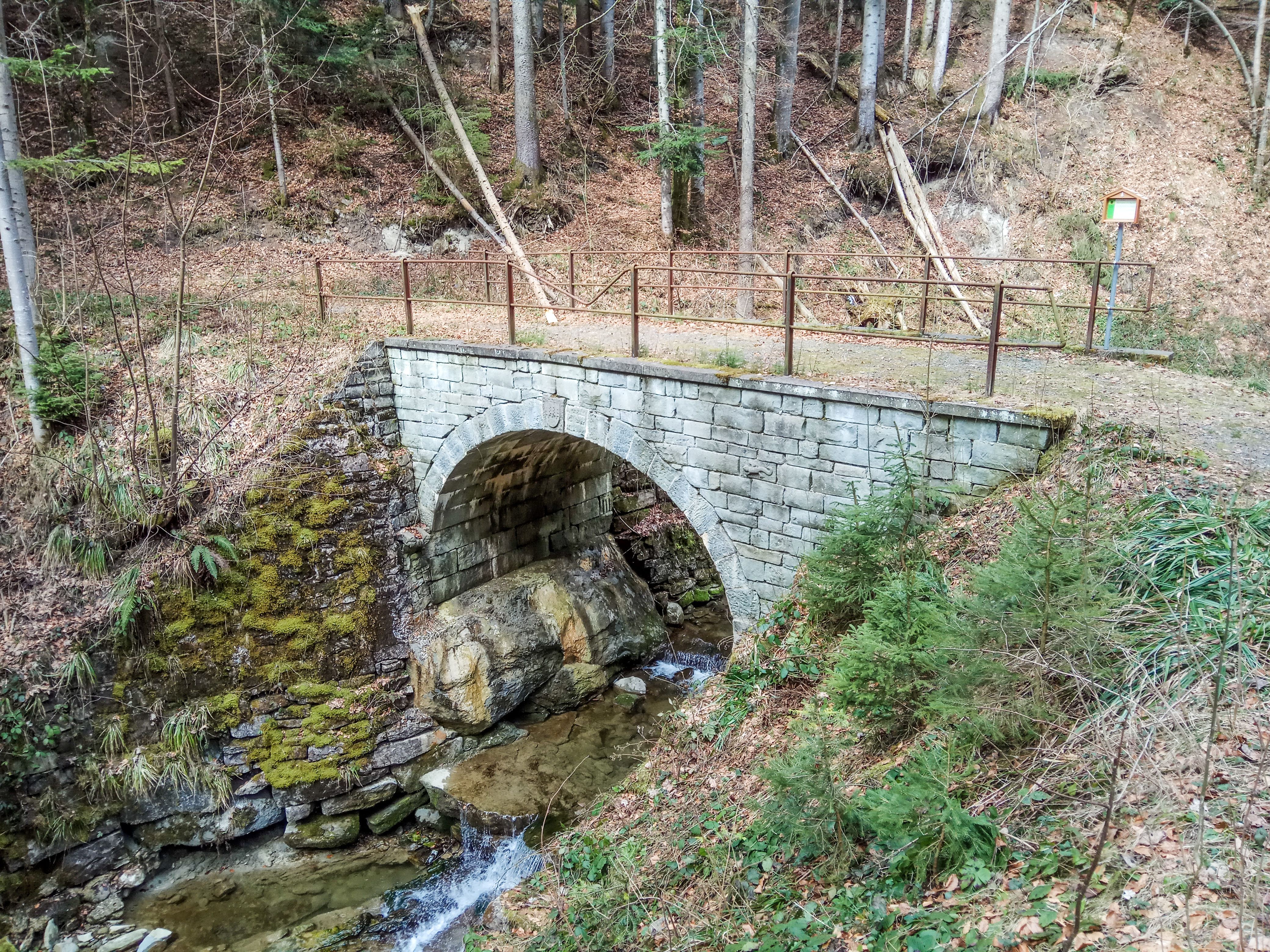
Die Steinbogenbrücke über den Sägibach